# Rhodos (by)
Rhodos by ligger på øen Rhodos en del af Dodekaneserne. Rhodos by er nærmest en fæstning.
Den gamle bydel er uberørt de seneste 400 år. På Mandriki havnen skulle resterne af Kolossen på Rhodos ligge.
Rhodos Lufthavn er placeret 14 km sydvest for byen.

## Ekstern henvisning
- Rhodos by Arkiveret 22. november 2008 hos  Wayback Machine